# Жанабулак
Жанабула́к (каз. Жаңабұлақ, до 1993 г. — Кожехарово) — аул в Акжаикском районе Западно-Казахстанской области Казахстана. Административный центр Жанабулакского сельского округа. Код КАТО — 273257100.
Село расположено на правом берегу реки Урал.

## Население
В 1999 году население аула составляло 1465 человек (743 мужчины и 722 женщины). По данным переписи 2009 года, в ауле проживало 1248 человек (616 мужчин и 632 женщины).

## История
Посёлок Кожехаровский входил во 2-й Лбищенский военный отдел Уральского казачьего войска.

## Известные жители и уроженцы
- Абылгазиев, Бактыгалий (род. 1930) — Герой Социалистического Труда.